# Lohr Industrie
Lohr Industrie es un fabricante de trenes francés, desarrollador del vagón Translohr y el vagón de piso bajo a través de su filiar Modalohr, así como partes de la infraestructura del metro de Nueva York, 
varios modelos de bus guiado y, en colaboración con GIAT Industries, el cañón de artillería autopropulsado de 155 mm 
«Caesar».
Su factoría principal está establecida en Duppigheim en la región de Alsacia, si bien tiene factorías en Turquía, China, Estados Unidos y México. Emplea en total a unas 2000 personas.
Los nombres Lohr Industrie y Translohr fueron traducidos erróneamente como Rollindustry y Transroll respectivamente en China debido a un error fonético. Lohr es una comuna de Francia, pero también es el apellido del fundador de la compañía.